# Destylacja pod zmniejszonym ciśnieniem
Destylacja pod zmniejszonym ciśnieniem, zwyczajowo: destylacja próżniowa – destylacja prowadzona przy obniżonym ciśnieniu, zaliczana do zachowawczych metod rozdziału substancji. Dzięki zmniejszeniu ciśnienia możliwe jest obniżenie temperatury wrzenia cieczy, co ma istotne znaczenie, gdy któraś z wyodrębnianych substancji jest podatna na rozkład termiczny.
Obniżenie ciśnienia wiąże się jednak ze zmniejszeniem się różnicy temperatur wrzenia składników rozdzielanej mieszaniny, dlatego w ten sposób rozdestylować można związki chemiczne o znacznej różnicy tych temperatur.
Wyróżnia się:
- destylację pod niewielkim ciśnieniem: od 100 do 10 Tr (mm Hg)
- destylację wysokopróżniową: od 10 do 0,01 Tr
- molekularną: 0,001 Tr lub mniej (w tych warunkach faza gazowa ma właściwości anizotropowe, a cząsteczki poruszają się bez zderzeń między sobą).

W przypadku destylacji w warunkach wysokiej próżni lotności względne związków chemicznych zależą nie tylko od stosunku prężności par nasyconych składników destylowanej mieszaniny, lecz także od pierwiastka ze stosunku mas molowych rozdzielanych związków chemicznych (pod warunkiem że nie występują między nimi wiązanie wodorowe i zbyt silne oddziaływania międzycząsteczkowe).